# Viðarlundin

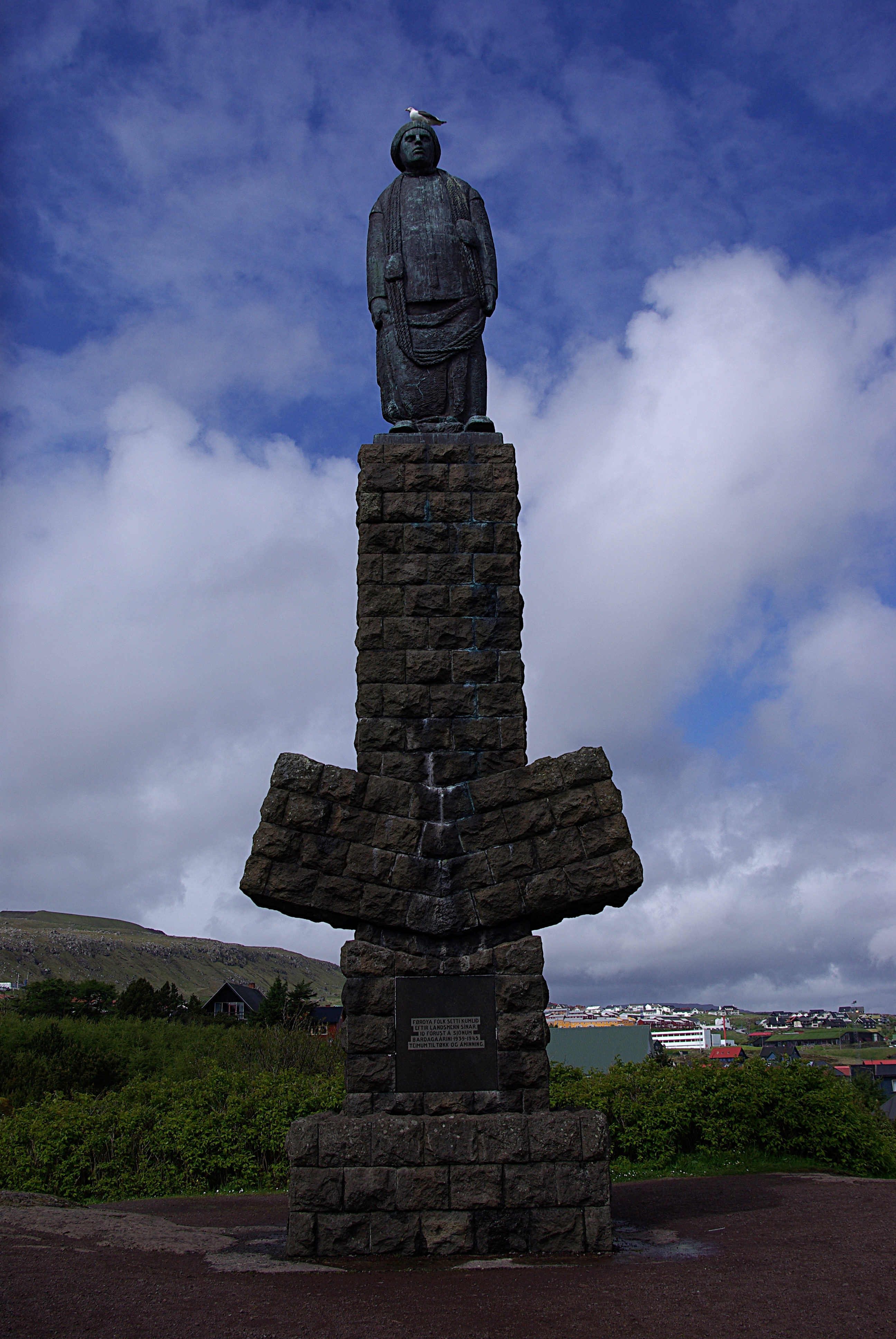
Närbild över minnesmonumentet för omkomna sjömän.

Viðarlundin (svenska: den lilla skogen eller plantagen) är stadsparken i Torshamn och Färöarnas största skogsdunge (7,67 hektar).
Den omtalas i sången Eitt sunnukvøld í plantasjuni ("En söndagskväll i parken") av Simme og ljómið, sången som räknas som öarnas största hit genom tiderna. 

## Bildgalleri

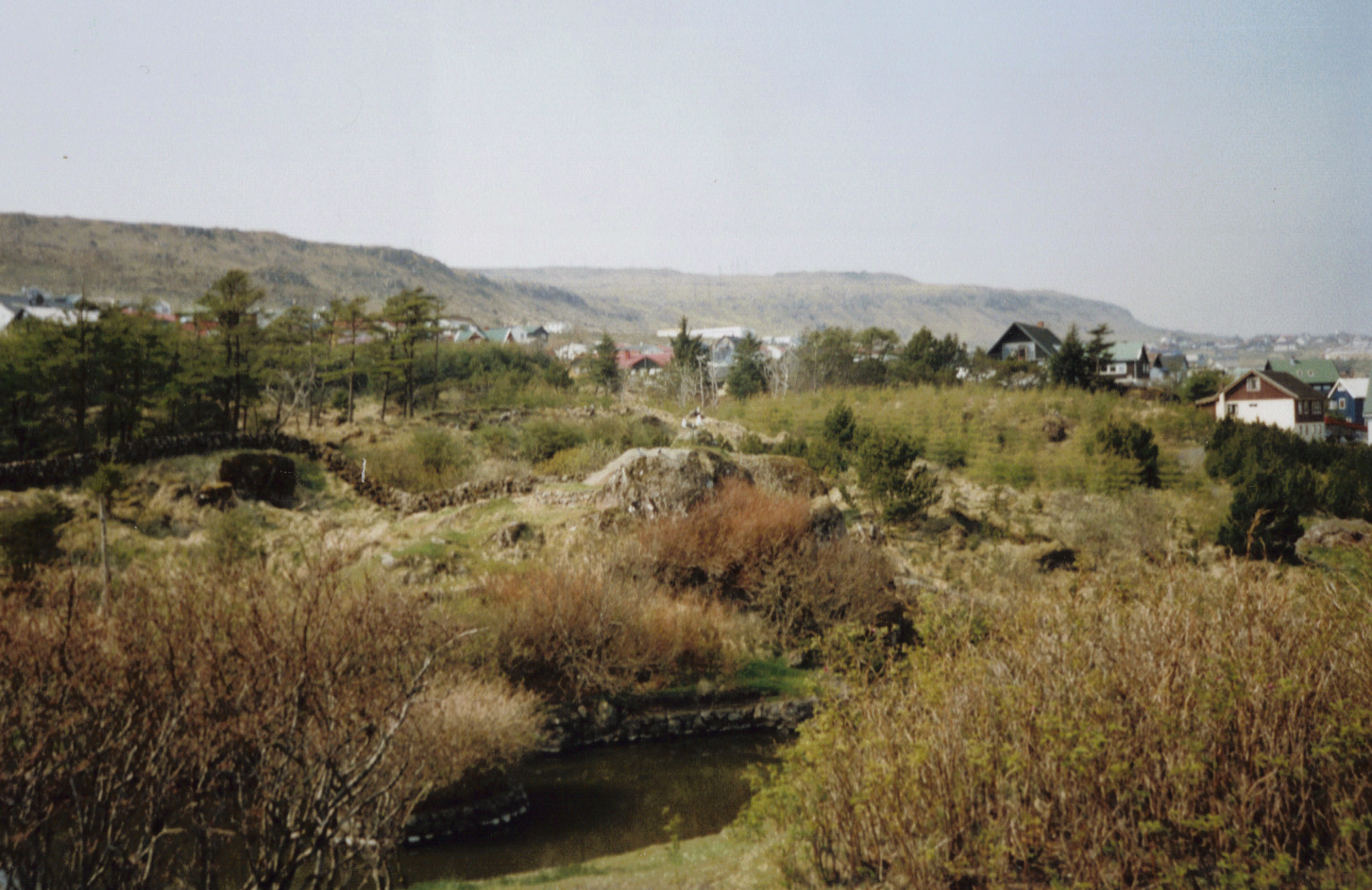
Parkbild.
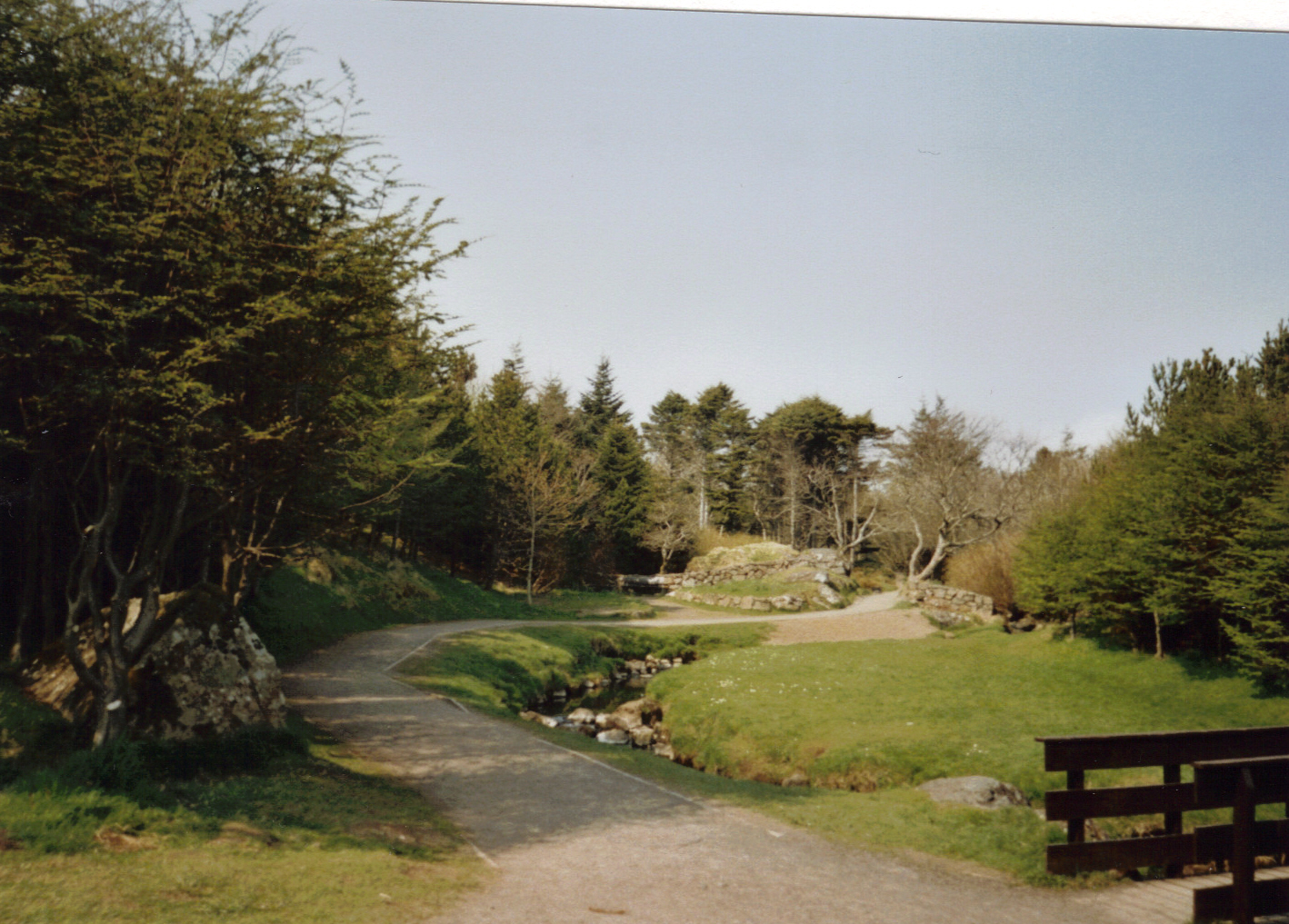
Stig längs Havnará-bäcken.
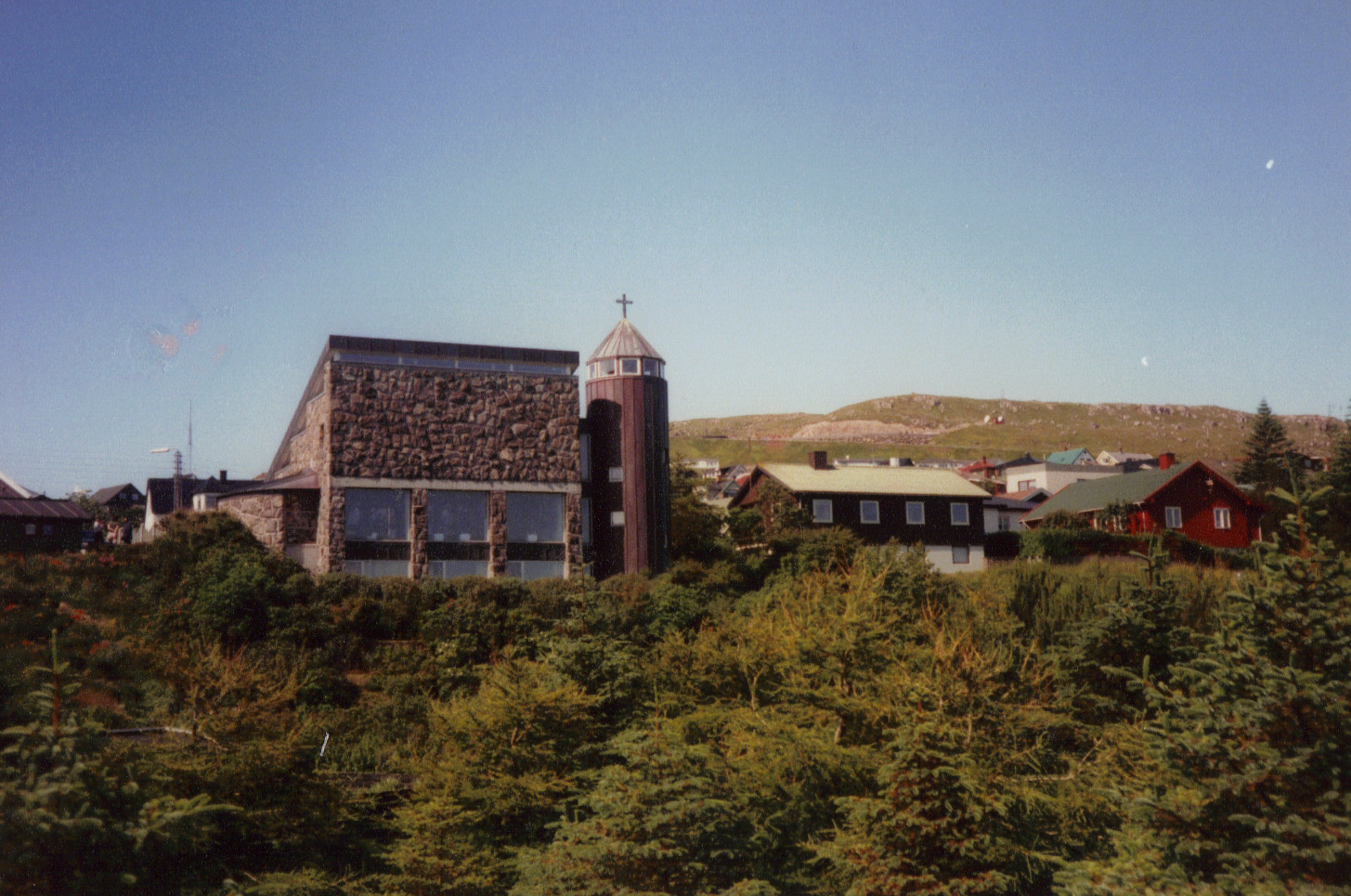
Den katolska kyrkan sedd från parken.
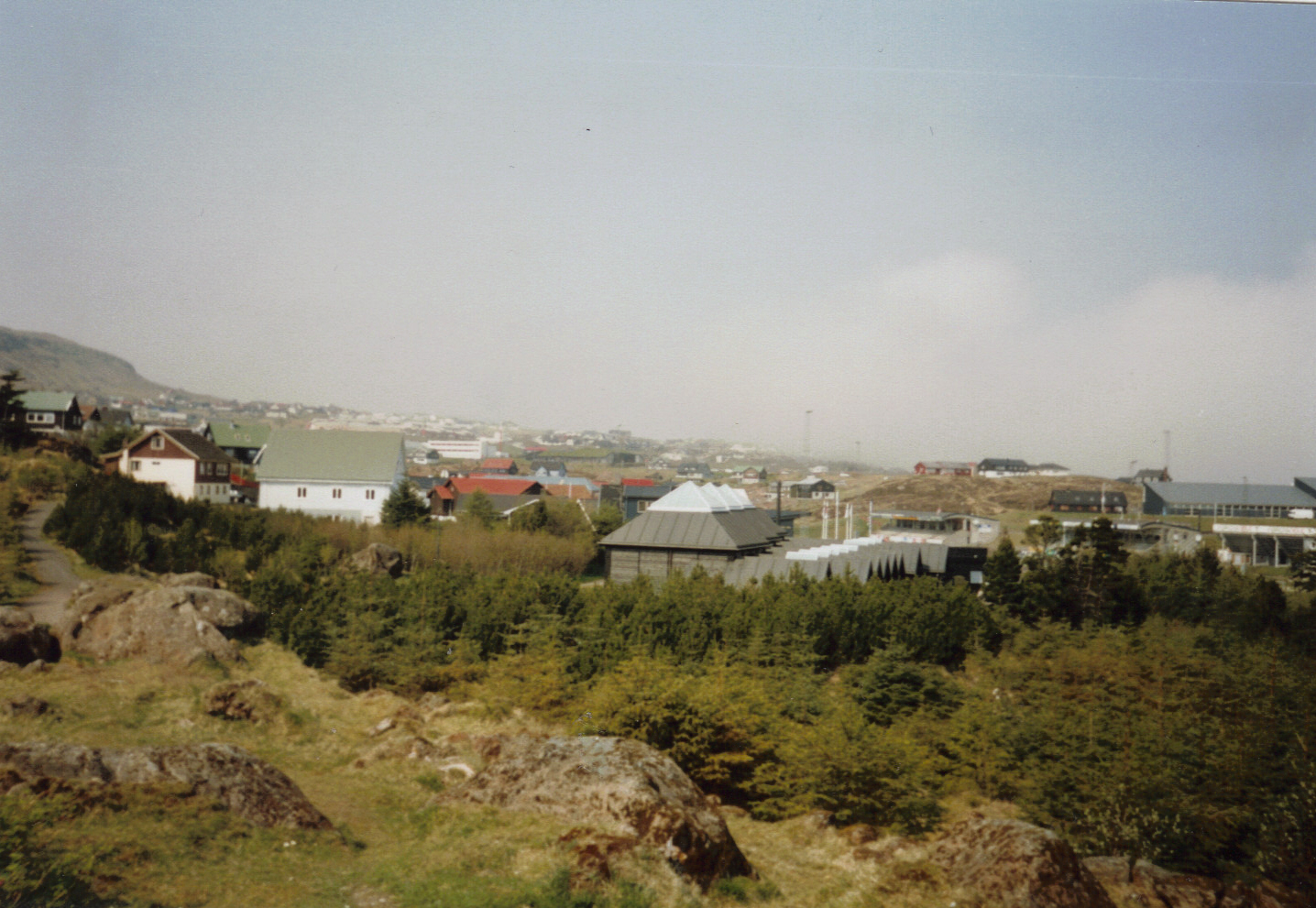
Parkens norra del med Färöarnas konstmuseum.
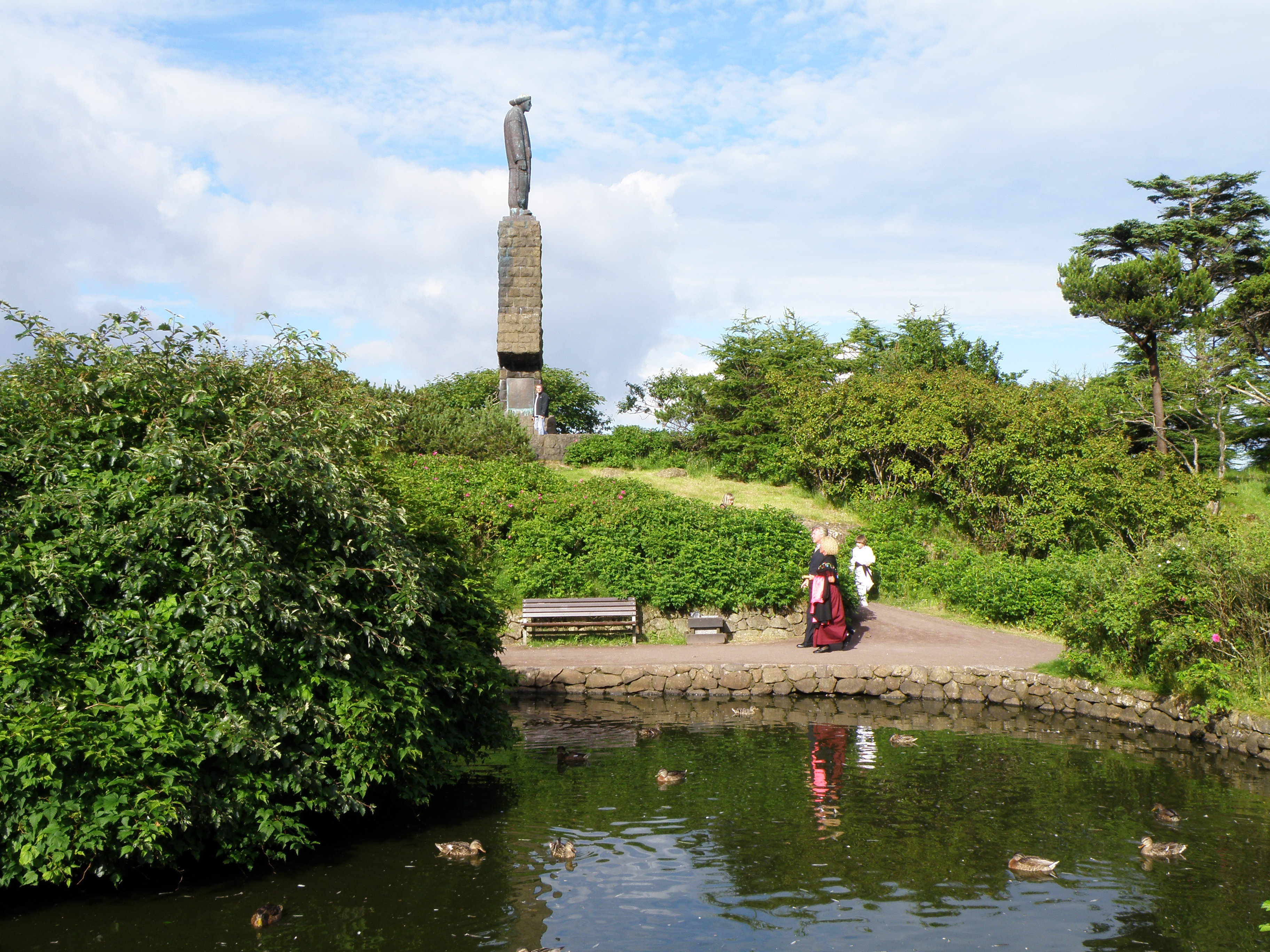
Minnesmonumentet över omkomna sjömän.